# マイ・ポイント・オブ・ヴュー
『マイ・ポイント・オブ・ヴュー』（My Point of View）は、アメリカ合衆国のジャズ・ミュージシャン、ハービー・ハンコックが1963年に録音・発表した2作目のスタジオ・アルバム。

## 背景
「ブラインド・マン、ブラインド・マン」は、ハンコックが故郷シカゴの路地で見た盲目のギタリストにインスパイアされて作られた曲で、音楽的には前作『テイキン・オフ』（1962年）収録曲「ウォーターメロン・マン」の路線を引き継いでいる。なお、本作のセッションに参加したドナルド・バードは後に、ハンコックらを従えて録音した自身のリーダー・アルバム『アップ・ウィズ・ドナルド・バード』（1964年録音・1965年発表）において、同曲を再演した。「ア・トリビュート・トゥ・サムワン」は、ハンコックがまだバークリー音楽学校の学生だった1959年に作曲された。
本作の録音から2か月後の後の1963年5月、ハンコックはドナルド・バードの推薦によりマイルス・デイヴィス・クインテットに加入。ハンコックは以後5年にわたりデイヴィスと共に活動するかたわら、ブルーノート・レコードでのリーダー・アルバム制作も継続していく。

## 評価
Stephen Thomas Erlewineはオールミュージックにおいて5点満点中4点を付け「『テイキン・オフ』はハービー・ハンコックの素晴らしきデビュー作だが、彼は2作目の『マイ・ポイント・オブ・ヴュー』で、前作がまぐれでないことを証明した。彼は本作において、デビュー作以上に多様なスタイルを持つ5曲のオリジナル曲を収録し、さらに7人もの大編成によるセッションという、2つの挑戦を行っている」と評している。また、Charles Waringが2020年に選出した「ハービー・ハンコックの名盤20選」では、本作が11位となり「ハンコックは"Watermelon Man"におけるR&B的な雰囲気を"Blind Man, Blind Man"で再現している一方、気まぐれでモード・ジャズ的な"King Cobra"において、より大胆かつ正統派ジャズの枠組みから外れた構成、メロディ、ハーモニーに乗り出した」と評されている。

## 収録曲
全曲ともハービー・ハンコック作曲。
1. ブラインド・マン、ブラインド・マン - "Blind Man, Blind Man" - 8:20
2. ア・トリビュート・トゥ・サムワン - "A Tribute to Someone" - 8:45
3. キング・コブラ - "King Cobra" - 6:56
4. ザ・プレジャー・イズ・マイン - "The Pleasure Is Mine" - 4:04
5. アンド・ホワット・イフ・アイ・ドント - "And What If I Don't" - 6:31

## 参加ミュージシャン
- ハービー・ハンコック - ピアノ
- ドナルド・バード - トランペット
- ハンク・モブレー - テナー・サクソフォーン
- グレイシャン・モンカー3世 - トロンボーン
- グラント・グリーン - ギター
- チャック・イスラエル - ベース
- トニー・ウィリアムス - ドラムス